# Souad Razzouk
Souad Razzouk (Oujda (Marokko), 29 december 1973) is een Belgisch voormalig politica voor het FDF, PS en het cdH.

## Levensloop
Beroepshalve werd de uit Marokko afkomstige Souad Razzouk sociaal assistente. Ook werd ze consultante en diversiteitscoach en was ze van 2011 tot 2013 opleidster en animatrice bij de Vereniging van Permanente Vorming.
Van 2001 tot 2004 was ze kabinetsattaché van de Brusselse minister Didier Gosuin. Razzouk werd politiek actief het FDF en was voor deze partij kandidaat bij de wetgevende verkiezingen van mei 2003, maar werd niet verkozen. Bij de verkiezingen van het Brussels Hoofdstedelijk Parlement in 2004 werd ze wel verkozen en werd voorzitter van de commissie-Sociale Zaken. In 2007 verliet ze het FDF omdat ze niet meer thuis voelde binnen de partij. Vervolgens werd ze lid van de PS. Nadat ze in 2009 niet herkozen werd in het Brussels Hoofdstedelijk Parlement verliet ze de PS ook en trad ze toe tot het cdH. Tevens was ze van 2008 tot 2012 lid van de Brusselse gemeenteraad en werkte ze van 2013 tot 2018 op het kabinet van de schepen van Financiën van Sint-Jans-Molenbeek.
In 2019 verliet Razzouk ook de cdH. Vervolgens maakte ze bekend dat ze de partij DéFI, sinds 2015 de opvolger van het FDF, ondersteunde bij de campagne voor de verkiezingen van 26 mei 2019. Ze werd evenwel geen lid van de partij.